# Blacketts Lake
Blacketts Lake är en sjö i Kanada.   Den ligger i provinsen Nova Scotia, i den östra delen av landet, 1 200 km öster om huvudstaden Ottawa. Blacketts Lake ligger 1 meter över havet. Arean är 2,0 kvadratkilometer. Den ligger på ön Kap Bretonön. Den sträcker sig 2,3 kilometer i nord-sydlig riktning, och 3,5 kilometer i öst-västlig riktning.
I omgivningarna runt Blacketts Lake växer i huvudsak blandskog. Runt Blacketts Lake är det ganska glesbefolkat, med 34 invånare per kvadratkilometer.